# Francielle Manoel Alberto
Francielle Manoel Alberto, conosciuta semplicemente come Francielle (San Paolo, 18 ottobre 1989), è un'ex calciatrice brasiliana, di ruolo centrocampista.

## Carriera

### Nazionale
Nel novembre 2006 Francielle fece il suo debutto nella nazionale di calcio femminile del Brasile nell'incontro vinto per 2-0 sulle avversarie del Perù nel campionato sudamericano femminile di calcio all'Estadio José María Minella, Mar del Plata.
Francielle venne utilizzata in tutti i quattro incontri disputati dal Brasile nel campionato mondiale femminile di calcio 2011 in Germania, realizzando l'ultimo tiro di rigore del Brasile nel quarto di finale perso dagli Stati Uniti. Alle Olimpiadi di Pechino 2008, Francielle scese in campo in cinque dei sei incontri disputati dalla nazionale verdeoro. La prima rete realizzata da Francielle in nazionale in un torneo internazionale fu nel corso dei Giochi Olimpici di Londra 2012 nella partita contro il Camerun, scendendo in campo in tutte e quattro le partite disputate dal Brasile.
Dal 2020 è sposata con Andressa Alves da Silva.